# John Wijdenbosch
John Ortiz Wijdenbosch (Paramaribo, 25 april 1973 – Lelystad, 28 mei 2017) was een Nederlandse acteur van Surinaamse afkomst.

## Leven
John Wijdenbosch kwam op 16-jarige leeftijd naar Nederland. Aanvankelijk wilde hij rapper worden maar bij toeval solliciteerde hij voor een rol in de serie Fort Alpha.
In 2001 speelde Wijdenbosch in Costa, Monte Carlo en Bradaz. Hij volgde een opleiding tot scenarioschrijver en werkte met Wijo Koek aan een film die hij via crowdfunding wilde realiseren, De laatste jaren verdiende hij de kost als socialevaardigheidstrainer en postbezorger.
Op 28 mei 2017 kwam hij samen met zijn vrouw en dochter bij een ongeval op de autosnelweg A6 bij Lelystad om het leven, nadat hij met zijn auto in het water was beland.
Wijdenbosch is begraven op de Islamitische begraafplaats van De Nieuwe Ooster. Zijn vrouw en dochter zijn begraven in Marokko.

## Wetenswaardigheden
- John Wijdenbosch was een neef van Jules Wijdenbosch.

## Filmografie

### Film
- Costa! (2001), als Björn
- Monte Carlo (2001), als Danny Schat
- Pipo en de p-p-parelridder (2003), als Mik
- Pista! (2003), als Björn
- Foeksia de Miniheks (2010), als Werkman

### Televisie
- Fort Alpha (1996), als Kelvin Krayenbink
- Bradaz (2001), als Ferdinand 'Ferdi' Wolter
- Costa! (2001-2005), als Björn Borgers
- Shouf Shouf! (2009), als Roy
- De co-assistent (2009), als Stanley Zuidema
- Moordvrouw (2013), als discotheekhouder (seiz. 2 afl. 3, De bittere pil)